# Phaneropterinae
Phaneropterinae é a mais diversa subfamília de Tettigoniidae bem como de Orthoptera, compreendendo atualmente 375 gêneros e pouco mais de 2700 espécies. Seu nome se dá pela junção das palavras gregas "phanero", que significa visível, e "ptera", que significa asa, e isso faz referência às asas posteriores sobressaírem das asas anteriores (tégminas) quando em repouso, mesmo que tal característica seja secundariamente perdida em alguns táxons. As asas geralmente são de coloração verde, muitas vezes se assemelhando à folhas. O verde também é a coloração predominante do corpo, porém existem espécies de coloração negra, amarela ou azulada.

## Distribuição e Descrição
Os faneropteríneos são insetos da Ordem Orthoptera, subordem Ensifera, e família Tettigoniidae. São cosmopolitas, estando presentes em todos os continentes, exceto nas regiões polares do Globo. A maior diversidade concentra-se nas regiões tropicais, especialmente na Região Neotropical, sendo o Brasil um dos países com a maior diversidade de espécies do grupo no mundo.

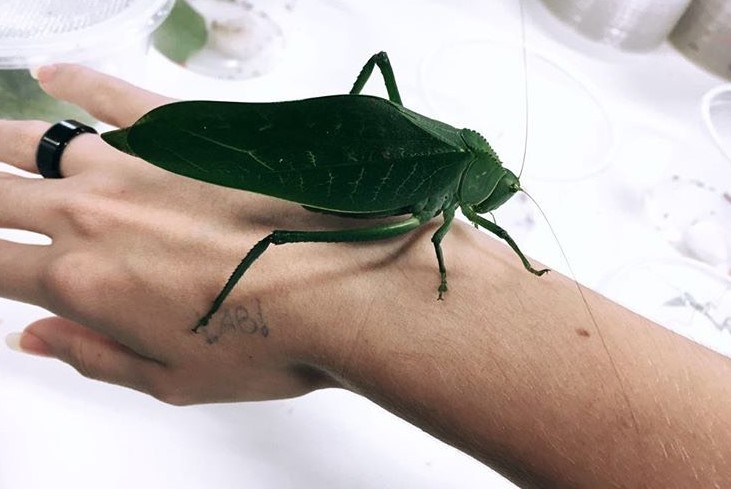
Steirodon dentiferum, note o grande tamanho do indivíduo

São organismos de tamanho médio à grande. Os menores possuem cerca de sete milímetros de comprimento de corpo, como a espécie Nanoleptopoda nigrifrons, enquanto outras podem atingir cinco ou mais centímetros, como em espécies do gênero Steirodon.
Grande parte das espécies são voadoras ativas, representantes de algumas tribos, como Steirodontini e Microcentrini, podem percorrer alguns quilômetros durante o período de atividade. Entretanto, esse comportamento é pouco observado e elas costumam ficar mais restritas no espaço, como em um quilômetro quadrado.
Existem duas tribos, Barbitistini e Odonturini, na qual todos os representantes possuem asas reduzidas, sendo incapazes de voar, e, ao contrário do que se pensava, essas tribos não estão intimamente relacionadas. Assim, assume-se que a perda da capacidade do voo, pelo fato de terem asas curtas, aconteceu independentemente nestes dois grupos.
A característica das tégminas não ultrapassarem as asas posteriores quando em repouso foi secundariamente perdida nos grupos de asa curta anteriormente mencionados, no grupo de espécies "Cosmophylla", e nos gêneros Itarissa e Metaprosagoga, ambos pertencentes à tribo Phyllopterini.

## Biologia

### Oviposição
Esperanças desta subfamília podem ovipor centenas de ovos durante sua vida adulta. Os ovos podem ser depositados sozinhos ou em conjunto, porém não existe formação de massa cimentada que cobre totalmente os ovos, como ocorre nos gafanhotos ou em outros grupos, como nos louva-deus ou baratas. O substrato de oviposição são folhas, galhos e troncos de árvores, sendo poucas as espécies que ovipõe no solo. Quando a oviposição é feita em troncos de árvores, geralmente ocorre entre as fendas  de suas cascas. Quando a oviposição é feita em folhas ou galhos, as fêmeas curvam o corpo e roem a superfície onde o ovo será depositado, de forma a facilitar a entrada do ovipositor e posterior oviposição.

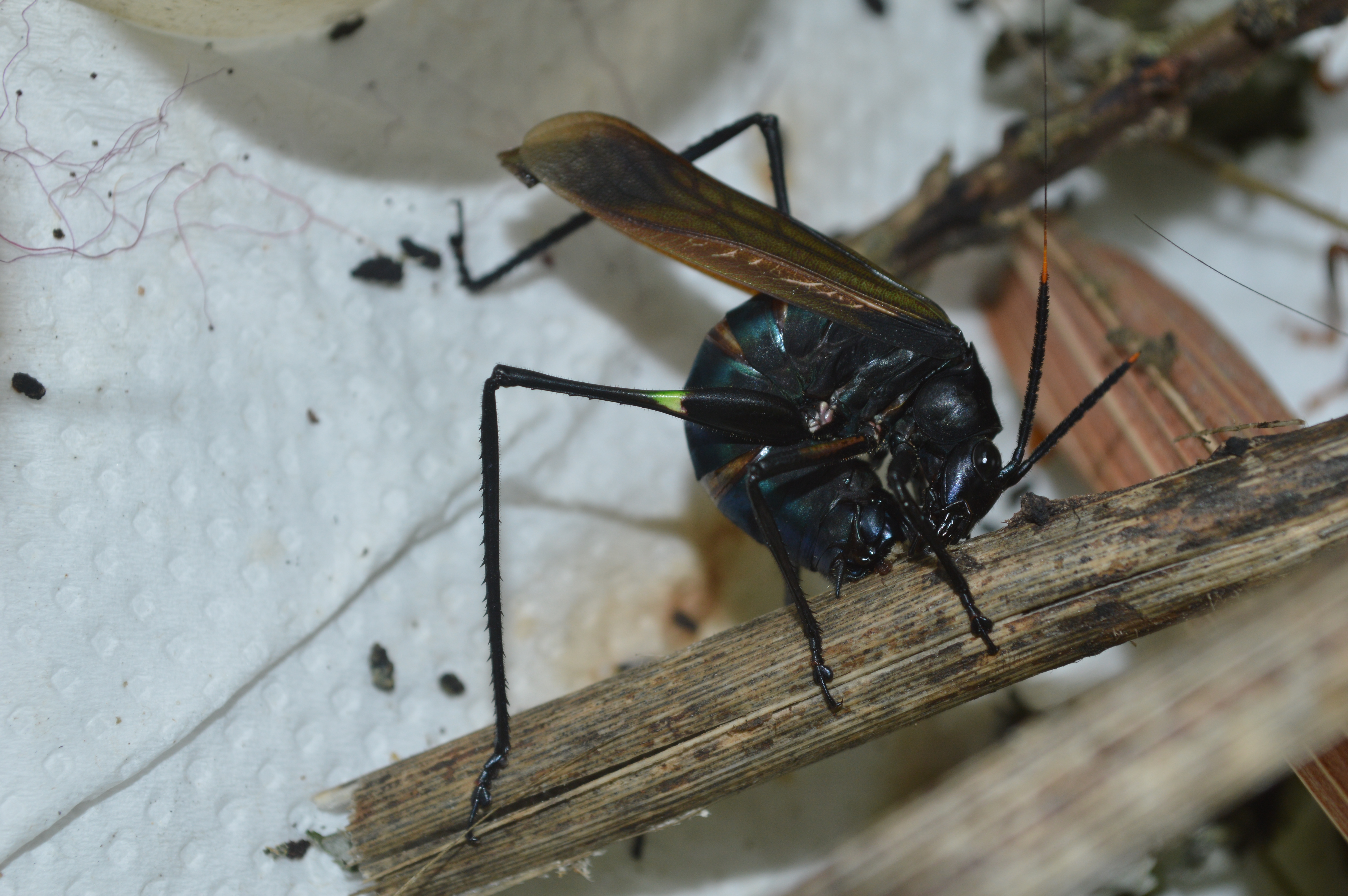
Fêmea de Scaphura nigra curvando o corpo para roer substrato de oviposição

Muitas vezes o ovo é depositado entre a superfície abaxial e adaxial das folhas, . Quando isso ocorre, vários ovos são alocados ao longo da borda das folhas ou de sua nervura central. Algumas espécies cimentam a superfície inferior dos ovos em ramos, especialmente as das tribos Microcentrini e Scudderini. A oviposição em solo é uma característica desenvolvida secundariamente, especialmente nas espécies de Odonturini. Espécies de Poecilimon usam água para cimentar e fazer um tipo de lama, na qual os ovos são depositados, ao passo que as espécies de Arethaea cobrem os ovos com planta mastigada e lama.

### Hábito alimentar
Diferentemente de outros grupos de Tettigoniidae, os faneropteríneos são quase que exclusivamente herbívoros. Inclusive, existe um ditado que diz que elas parecem exatamente o que comem, com exceção às espécies miméticas. Entretanto, podem chegar a consumir outras fontes de alimento, especialmente outros insetos mortos que encontram sobre a vegetação. Em condições de criação, elas podem ser mantidas com uma dieta quase que exclusivamente baseada em folhas (especialmente de dicotiledôneas), entretanto parecem preferir partes proteáceas das plantas, como flores e frutos.

### Camuflagem
Para o grupo, a camuflagem é feita tanto via comportamental quanto via visual. Os faneropteríneos apresentam comportamentos relacionados à camuflagem  principalmente no período em que estão ativos no ambiente. Em grande parte das vezes, esses animais são ativos é no período noturno, passando o dia em repouso e movendo-se quando necessário, porém de forma não-perceptível. Isso é acentuado nas espécies florestais, que compreendem uma massiva parte das espécies do grupo. Quando em repouso, muitos exibem o comportamento de imobilização reflexa, especialmente as espécies que se assemelham a folhas. Nesse estado, as pernas ficam junto ao corpo, as antenas ficam retas em direção a região anterior e, muitas vezes, o abdome e as asas podem permanecer levemente elevados.

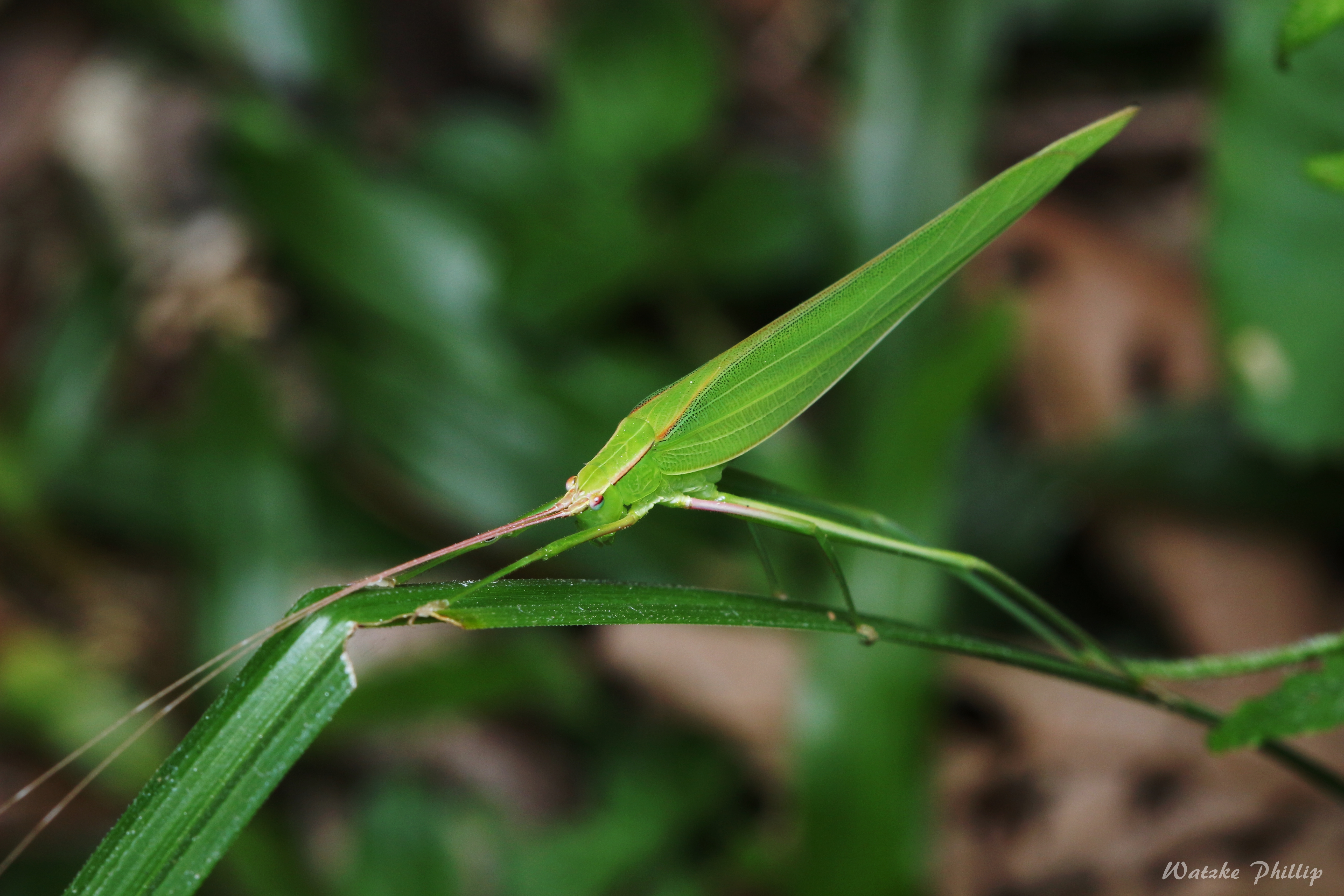
Comportamento de imobilização reflexa exibido por indivíduo do gênero Aniarella

Visualmente, a camuflagem se dá pela coloração corpórea e das asas. Muitas espécies apresentam tégminas verdes que se assemelham a folhas de árvores dicotiledôneas, podendo apresentar manchas brancas, como em Phylloptera esalqueana, manchas necróticas, como em Pycnopalpa bicordata, ou manchas em distinto grau de desenvolvimento e coloração. A tribo Dysoniini merece ser destacada, uma vez que as espécies possuem padrões de coloração parecido com musgos e líquens que crescem sob as árvores do ambiente florestal e, durante o dia, permanecem nesses locais, apresentando uma camuflagem visual e comportamental.
A restrição do horário de atividade vale para todos os comportamentos realizados pelas espécies, como alimentação, cópula e oviposição. 

### Mimetismo

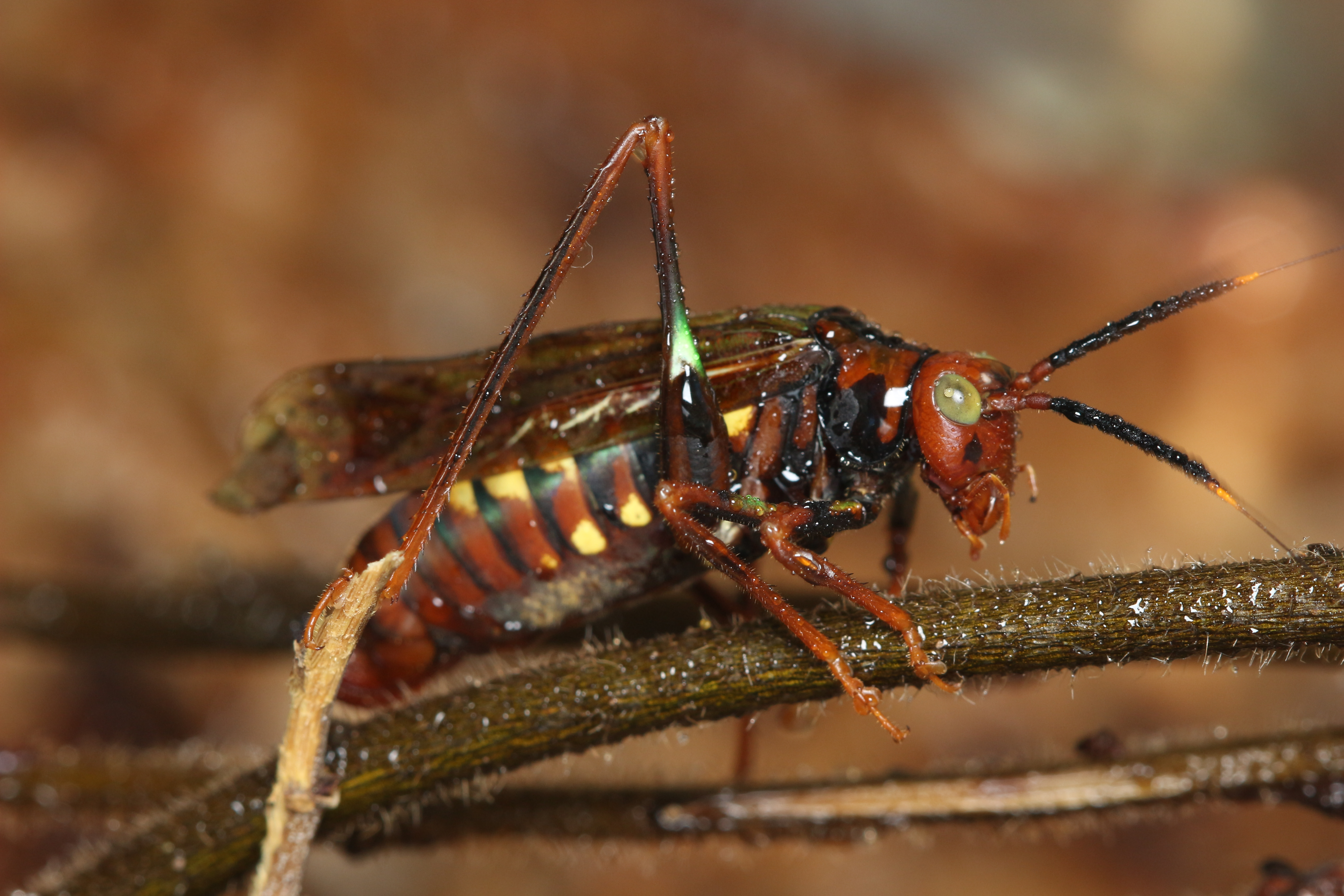
Scaphura nigra mimética de vespa do gênero Polistes

Algumas espécies apresentam padrões de evolução convergente conhecida como "mimetismo mülleriano", assemelhando-se a vespas, tanto visual quanto comportamentalmente. Em relação ao comportamento, apresentam movimentação de antenas semelhante ao que as vespas reproduzem e, quando perturbadas, erguem as asas em posições semelhantes às das vespas. 
Cabe aqui mencionar as "esperanças" do gênero Scaphura, em especial a espécie Scaphura nigra, cujos indivíduos podem assemelhar-se a vespas dos gêneros Pepsis, Polistes e Entypus (Pompilidae). E as espécies do gênero Aganacris, cujas ninfas assemelham-se a vespas da família Ichneumonidae e os adultos, a vespas da família Pompilidae. As ninfas de ínstares iniciais de algumas espécies de tribos completamente distintas podem assemelhar-se a formigas, assim como ocorre em algumas espécies de grilos.